# Carl-Franz Deninger
Carl-Franz Julius Deninger (* 9. September 1827 in Mainz; † 1. Juni 1895 ebenda) war ein deutscher Chemiker, Lederfabrikant und Abgeordneter der 1. Kammer der Landstände des Großherzogtums Hessen.
Carl-Franz Deninger war der Sohn des Fabrikanten und Abgeordneten Carl Friedrich Bernhard Deninger (1800–1856) und dessen Ehefrau Katharina geborene Dahm (1809–1861). Carl-Franz Deninger, der evangelischer Konfession war, heiratete am 19. Mai 1851 in Mainz Katharina Wilhelmine geborene Hänlein (1827–1887), die Witwe des Karl Noerpel und Tochter des Marktschiffers in Mainz Wilhelm Hänlein I (1783–1848), und der Therese Briclo (1786–1881) aus Selters.
Carl-Franz Deninger studierte ab 1844 Chemie an der Universität Gießen. Während seines Studiums wurde er 1844 Mitglied der Burschenschaft Allemannia Gießen und 1845 der Burschenschaft Rhenania Gießen. Nach seinem Studium trat er 1847 in die väterliche Fabrik ein, deren Teilhaber er 1856 wurde. 1889 erfolgte die Umwandlung der Firma in eine AG und er wurde Vorstandsmitglied. 1872 erhielt er den Titel eines Kommerzienrates, 1874 den eines Geheimen Kommerzienrates.
1873 ernannte ihn Großherzog Ludwig III. zum Mitglied der Ersten Kammer der Landstände des Großherzogtums Hessen auf Lebenszeit. 1884 verzichtete er auf das Mandat.